# Leopold Schmidt
Leopold Schmidt (2. august 1860 i Berlin – 30. april 1927 sammesteds) var en tysk musikforfatter.
Schmidt har virket som Kapelmester og udgivet nogle Kompositioner, men er langt mere kendt som »Berliner
Tageblatt«’s mangeaarige og nuv. ansete Musikanmelder og som forfatter af en Rk. værdifulde skrifter
som »Zur Geschichte der Märchenoper« (1895), »G. Meyerbeer«, »Haydn« og »Mozart« (i
Samlingen »Berühmte Musiker«, fl. Opl.), endvidere »Moderne Musik«, »Meister der
Tonkunst«, Samlede Kritiker (3 Bd), »Beethoven« (1914) m. m., derunder Nybearbejdelse af E.
Naumann’s »Illustrierte Geschichte der Musik« og Udgaver af Beethoven- og Brahms-Breve.
S. er ogsaa optraadt som Foredragsholder (i Kbhvn om Symfoniens Historie med orkestral Illustration).